# El Salvador (Chile)
El Salvador é um acampamento mineiro localizado na comuna de Diego de Almagro, Província de Chañaral, na Região de Atacama, no Chile. Localizada a mais de 2.300 metros de altitude, junto a Cordilheira dos Andes e em meio do Deserto do Atacama, tem uma população atual de aproximadamente 7.000 habitantes.

## Esportes
A cidade de El Salvador possui um clube no Campeonato Chileno de Futebol, o Club Deportes Cobresal que joga de mandante no Estádio El Cobre..